# Копа Америка де Циклисмо (женская)
Копа Америка де Циклисмо (порт. Copa América de Ciclismo) — шоссейная однодневная велогонка, проходившая по территории Бразилии с 2003 по 2013 год.

## История

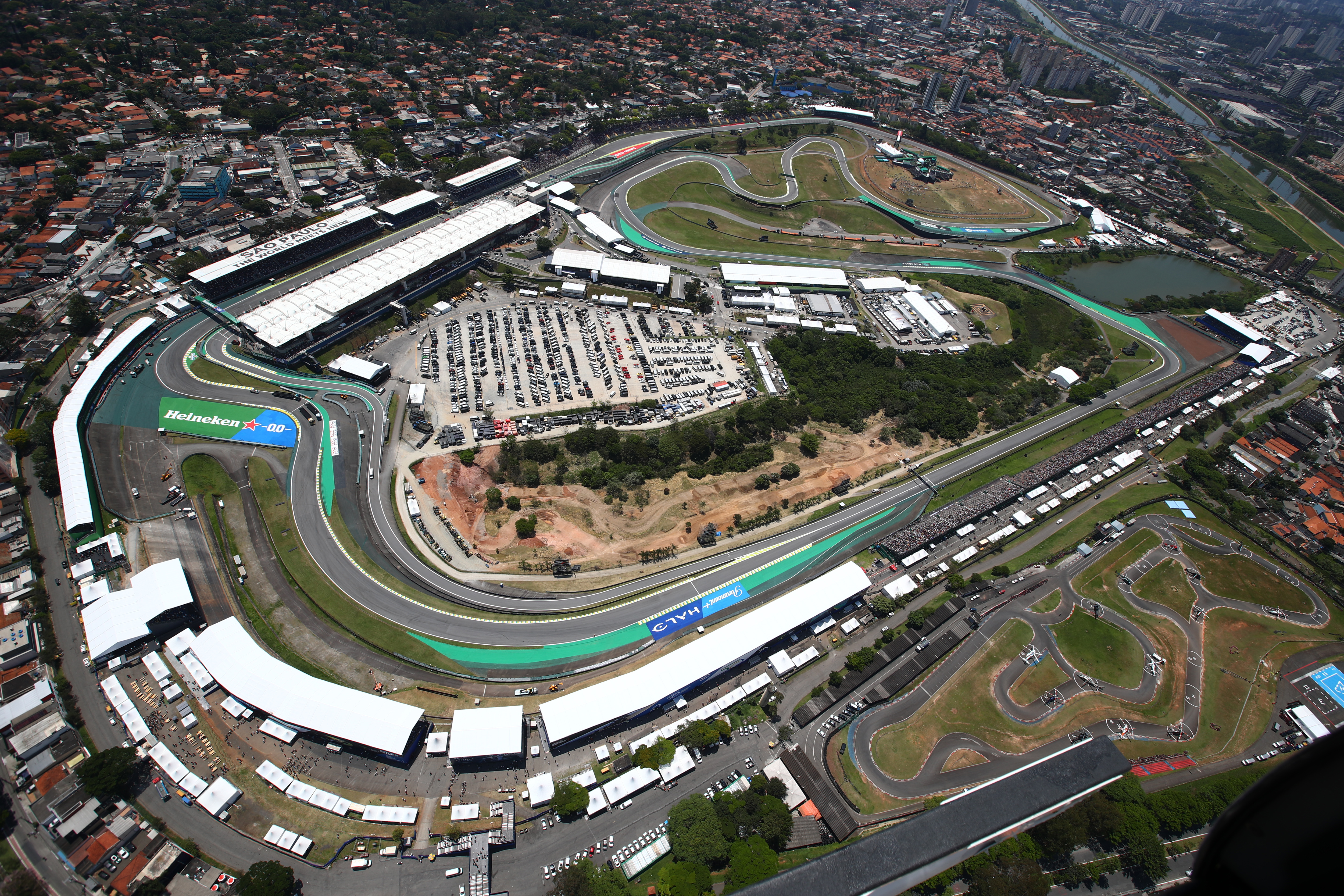
Интерлагос

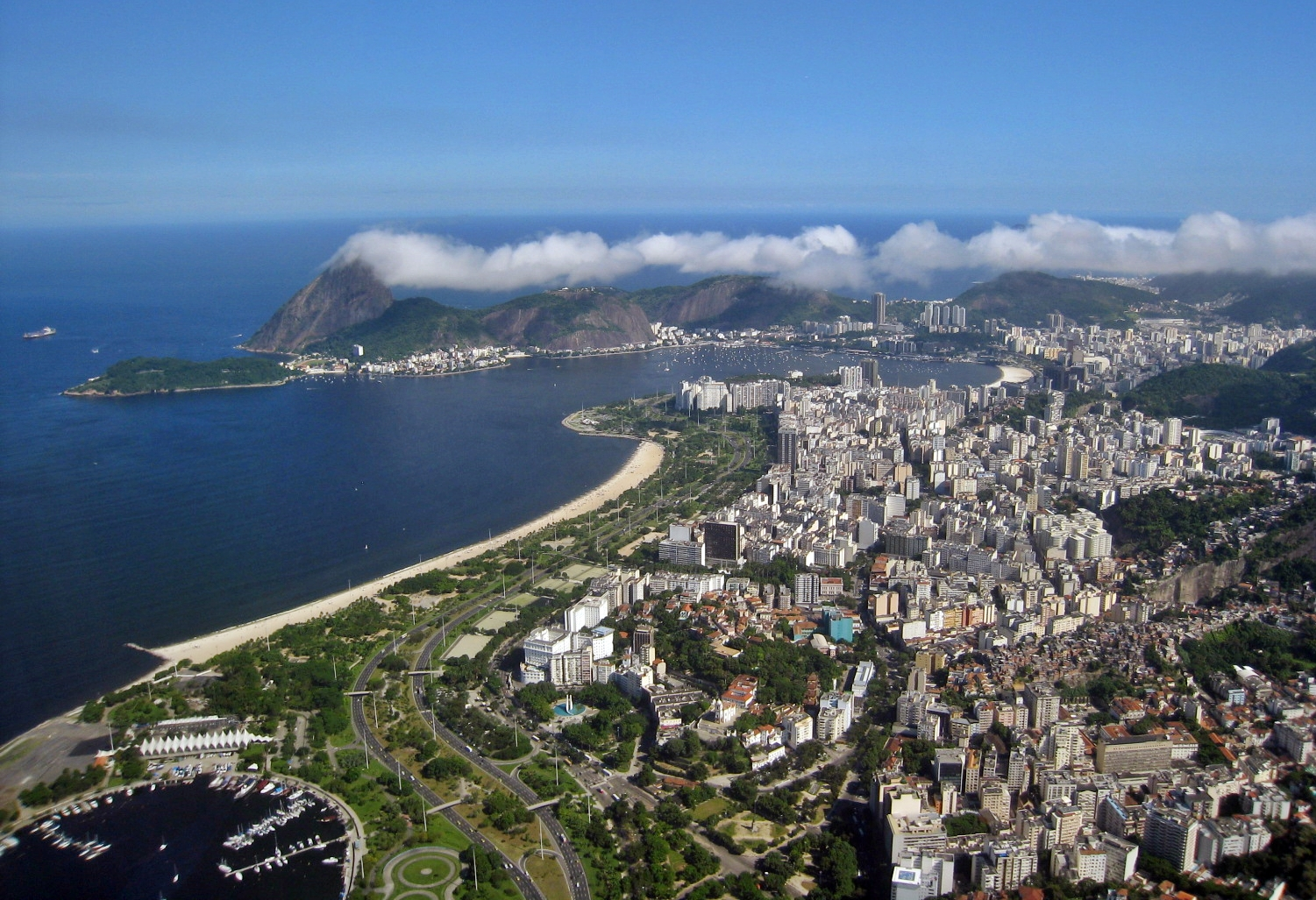
парк Фламенго

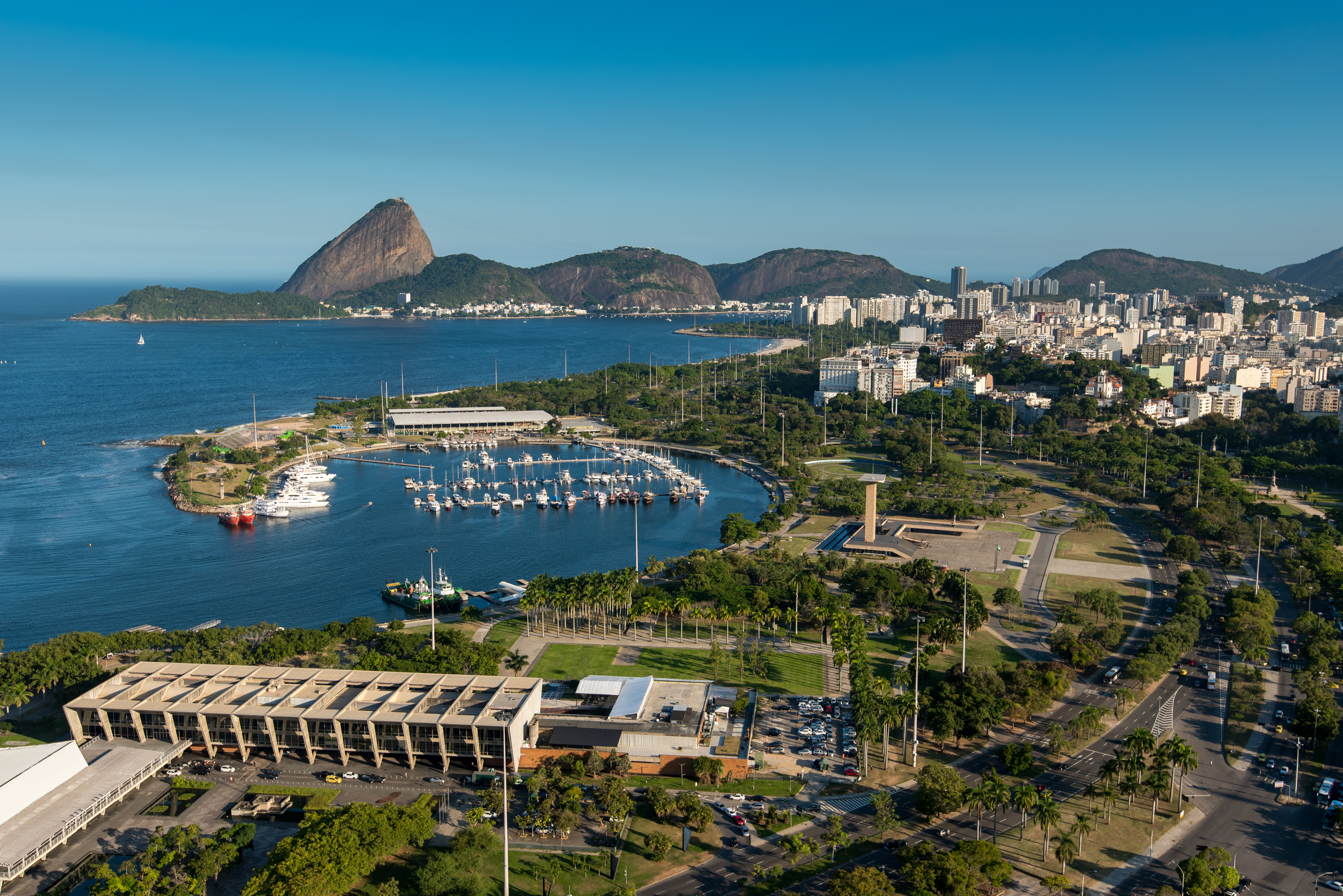
парк Фламенго

Гонка была создана через два года после мужской гонки и изначально проводилась в рамках национального календаря. В 2006 году вошла Женский мировой шоссейный календарь UCI, в рамках которого проходила три сезона. В 2009 году снова вернулась на национальный уровень. Всегда проводилась в первой декаде января. 
Трасса гонки представляла собой круг, который преодолевали несколько раз. Местом проведения почти всех гонок был автодром Интерлагос — трасса Формулы-1 протяжённостью 4,3 км в Сан-Паулу. Ещё трижды она проводилась в Рио-де-Жанейро. Сначала это было в 2008 году на той же трассе в парке Фламенго где проходили Панамериканские игры 2007 года. А затем в 2012 и 2013 годах, после возвращения мужской гонки в календарь Американского тура UCI, чтобы соответствовать минимальной длине круга в 10 км согласно регламенту UCI —по круговому маршруту от парка Фламенго вдоль аэропорта Сантос-Дюмон до Авеню Родригес Алвеса и обратно протяжённостью 10-12 км. Общая протяжённость дистанции на протяжении всех лет составляла от 21 до 37 км.
Рекордсменками с тремя победами стали бразильянки Клемильда Фернандеш и Янильдес Фернандеш, а местные велогонщицы становились призёрами абсолютно всех гонок. Иностранные велогонщицы только 4 раза смогли попасть в Топ-10. Лучшей результат среди них показала венесуэлка Карелия Мачадо, занявшая 4-е место в 2006 году.

## Призёры
| Год  | Победитель          | Второй                  | Третий                  |
| ---- | ------------------- | ----------------------- | ----------------------- |
| 2003 | Янильдес Фернандеш  | Клемильда Фернандеш     | Мария Люсилен Сильва    |
| 2004 | Уения Фернандеш     | Фернанда да Силва       | Клемильда Фернандеш     |
| 2005 | Клемильда Фернандеш | Дебора Кристина Герхард | Янильдес Фернандеш      |
| 2006 | Клемильда Фернандеш | Розане Кирх             | Карла Камарго Гарденаль |
| 2007 | Клемильда Фернандеш | Дебора Кристина Герхард | Розане Кирх             |
| 2008 | Уения Фернандеш     | Марсия Фернандеш        | Фернанда да Силва       |
| 2009 | Янильдес Фернандеш  | Наталья Сантана Лима    | Люсьен Феррейра         |
| 2010 | Люсьен Феррейра     | Янильдес Фернандеш      | Дебора Кристина Герхард |
| 2011 | Янильдес Фернандеш  | Валькирия Пардиал       | Люсьен Феррейра         |
| 2012 | Валькирия Пардиал   | Марсия Фернандеш        | Люсьен Феррейра         |
| 2013 | Люсьен Феррейра     | Клемильда Фернандеш     | Валькирия Пардиал       |